# ФиннПа (футбольный клуб)
ФиннПа, также известен как Finnairin Palloilijat — финский футбольный клуб основанный в 1965 году. Спонсором команды являлся Finnair

## История
В 1976 году команда перешла во Второй Дивизион. Через пять лет клуб перешёл в Первый дивизион. В 1998 году из-за финансовых проблем клуб прекратил существование.